# Рудольфов Прамен
Рудольфов Прамен — вода минеральная природная лечебно-столовая, газированная природным газом, гидрокарбонатная магниево-кальциевая, кремнистая. РН 6,2. Производство: Чешская Республика, г. Марианске-Лазне.
Производитель: BOHEMIA HEALING MARIENBAD WATERS a.s.

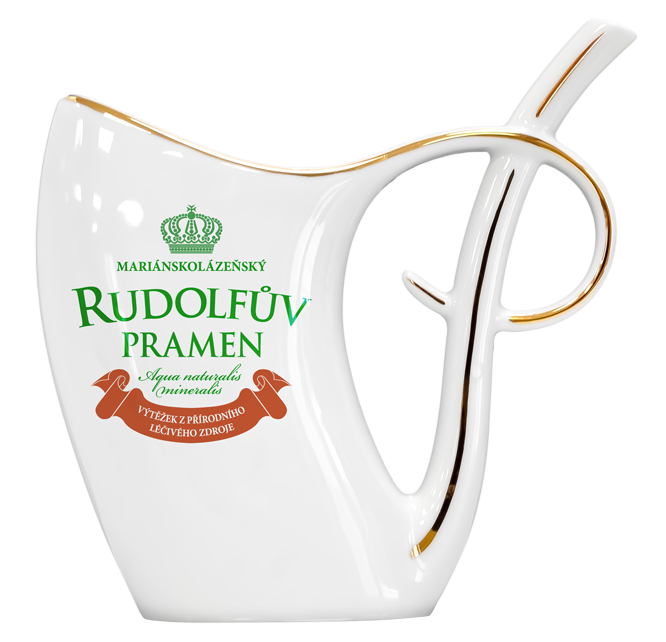

## История
Источник «Рудольфов Прамен» был назван в честь наследника престола, принца Рудольфа, сына Франца Йозефа I. Источник Рудольфа — самый популярный источник курорта Марианске-Лазне. Первыми лечебное действие источников открыли местные монахи еще в начале XII века. Во второй половине XVIII века был проведен химический анализ источников и научно подтверждена эффективность лечебной воды.

## Химический состав
В 1000 мл. воды содержится:
| Катионы, мг/л | Анионы, мг/л |
| Fe²⁺ 14,1     | Cl⁻ 42,7     |
| Mn²⁺ 0,55     | НСO₃⁻ 1590   |
| Na⁺ 86,1      | SO4²⁻ 118    |
| Mg²⁺ 138      | F⁻ < 0,07    |
| Ca²⁺ 282      |              |

Недиссоциированные молекулы H2SiO3 — 114.
Свободный CO2 — 2350.
Общая минерализация — 2398.

## Способы применения и режим приема
Обычная рекомендованная суточная доза минеральной воды «Рудольфов Прамен» — около 0,7 литра (примерно по 1 стакану минеральной воды за 15-20 минут до завтрака, обеда и ужина).

## Противопоказания к приёму
Мочекаменная болезнь с преобладанием фосфатных почечных камней (фосфатурия).

## Форма выпуска
Минеральная вода выпускается в ПЭТ бутылках зелёного цвета с защитой от ультрафиолетовых лучей объёмом 0,5 и 1,5 л.